# USS Tarawa (CV-40)
El USS Tarawa (CV/CVA/CVS-40, AVT-12) fue uno de los 24 portaaviones de la clase Essex para la Armada de los Estados Unidos. Fue el primer buque de la Armada estadounidense con este nombre. Toma el nombre de la sangrienta batalla de Tarawa en 1943. El USS Tarawa fue asignado en diciembre de 1945, demasiado tarde para servir en la Segunda Guerra Mundial.
Después de servir un corto tiempo en el Lejano Oriente, fue dado de baja en 1949. Volvió al servicio activo meses después del comienzo guerra de Corea, sirviendo en el Atlántico reemplazando a los portaaviones enviados a Corea. En la década de 1950, fue rebautizado como portaaviones de ataque (CVA) y más tarde como portaaviones antisubmarinos (CVS). Con excepción de una gira por el Lejano Oriente, pasó toda su actividad en el Atlántico y el Caribe.
Fue dado de baja en 1960, y en la reserva pasó a llamarse un transporte de aeronaves (AVT). Fue vendido para desguace en 1968.

## Construcción
El USS Tarawa fue uno de los portaaviones clase Essex de casco largo (long hull Essex). Fue puesto en grada el 11 de marzo de 1944 en el astillero Norfolk Naval Shipyard, en Norfolk, Virginia. Fue botado el 12 de mayo de 1945, siendo la madrina la esposa del teniente general del Cuerpo de Marines, Julian C. Smith, que comandaba la 2.ª División de Marines en la batalla de Tarawa. Fue dado de alta en el servicio activo el 8 de diciembre de 1945, bajo el mando del capitán Alvin Ingersoll Malstrom.

## Historial de servicio

### Primeros años de servicio
El USS Tarawa permaneció en la zona de Norfolk hasta el 15 de febrero de 1946, cuando zarpó para unas maniobras en la vecina bahía de Guantánamo, Cuba, y regresó brevemente a Norfolk el 16 de abril, antes de visitar Nueva York los últimos días de abril. Llegó a Norfolk el día 30 de ese mismo mes. Desde entonces y hasta finales de junio, el buque completó su posterior revisión. El 28 de junio salió de Hampton Roads con destino a la costa oeste. El USS Tarawa atravesó el canal de Panamá a principios de julio y llegó a San Diego, California, el día 15.
Salió de San Diego para un despliegue en el Pacífico occidental. El portaaviones llegó a Pearl Harbor el 7 de agosto y poco después siguió su viaje al oeste. Llegó a Saipán el 20 de agosto y operó en las proximidades de las islas Marianas hasta finales de septiembre, cuando se dirigió a Japón. Después de una parada en la base naval de Yokosuka (United States Fleet Acivities Yokosuka) del 29 de septiembre al 3 de octubre, y otra parada en la base naval de Sasebo (United States Fleet Activities Sasebo) del 7 al 11 de octubre, el portaaviones zarpó hacia la costa norte de China.
Llegó a las inmediaciones de Qingdao, el día 15 y operó en esa zona hasta el día 30 cuando se dirigió de nuevo a las Marianas. El 7 de noviembre, el portaaviones llegó a Saipán, y reanudó su viaje por Extremo Oriente, llevando a cabo sus operaciones en las Marianas. La única excepción fue un breve viaje a Okinawa; regresó principios de enero de 1947, después de lo cual partió de Guam el 14 para volver a Pearl Harbor.
El USS Tarawa llegó a Pearl Harbor el 24 de enero y permaneció en aguas de Hawái hasta el 18 de febrero, cuando se puso en marcha para los ejercicios de la flota en las cercanías de Kwajalein. Como unidad de la Task Force 57 (TF 57), participó en las maniobras junto con los portaaviones de la Task Force 38 (TF 38) hasta principios de marzo. El USS Tarawa regresó a Pearl Harbor el 11 de marzo; un mes más tarde zarpó hacia la costa oeste de los Estados Unidos, llegando a San Francisco el 29 de abril.
Después de más de 16 meses de operaciones aéreas en San Francisco y San Diego, zarpó de San Diego el 28 de septiembre de 1948 y se embarcó en un crucero alrededor del mundo. Efectuó una breve parada en Pearl Harbor a finales de la segunda semana de octubre y continuó su viaje hasta efectuar su primera escala en Tsingtao, China. El portaaviones llegó el 29 de octubre y pasó las siguientes cinco semanas observando los acontecimientos en el norte de China. A principios de diciembre, se dirigió hacia el sur y atracó en Hong Kong y Singapur.
El buque de guerra partió de este último puerto el 23 de diciembre hacia la recientemente independizada República de Ceilán, y llegó a la capital, Colombo, el 29 de diciembre. Partió de Ceilán el 2 de enero de 1949 con rumbo hacia el golfo Pérsico, visitando Baréin y Yida antes de atravesar el canal de Suez. Después de zarpar de Port Said, el USS Tarawa continuó su viaje rumbo a Grecia, Turquía y Creta. Desde la bahía de Souda, Creta, navegó a lo largo del Mediterráneo, hasta su llegada a Gibraltar el 12 de febrero, para enfilar el viaje a través del Atlántico. El 21 de febrero, terminó su viaje en Norfolk.
Desde entonces y hasta principios de verano, el portaaviones llevó a cabo las operaciones normales a lo largo de la costa este y en el área del Caribe. El USS Tarawa fue dado de baja en el servicio el 30 de junio de 1949 y fue asignado al New York Group, de la Flota de Reserva del Atlántico.

### Reactivación
Su retiro, sin embargo, duró menos de 18 meses. El 30 de noviembre de 1950, se le reactivó en respuesta a la urgente necesidad de la Armada de buques de guerra -en particular de portaaviones- para proseguir la guerra que había estallado en Corea el verano anterior. El 3 de febrero de 1951, el USS Tarawa fue dado de nuevo de alta en el servicio en Astillero Naval de Brooklyn, con el capitán J. H. Griffin al mando.
Aunque reactivado en respuesta a la guerra de Corea, el USS Tarawa nunca estuvo en servicio en ese conflicto. Más bien, sirvió como un reemplazo de los portaaviones, de las Segunda y Sexta flotas enviados a la zona de guerra. El 1 de octubre de 1952, se convirtió en un portaaviones de ataque, y fue rebautizado CVA-40. El buque de guerra finalmente pudo llegar a la zona de guerra asiática en la primavera de 1954, pero mucho tiempo después del armisticio de julio de 1953.
La nave regresó a la costa este en septiembre de 1954 y reanudó sus operaciones normales. En diciembre, entró en el Astillero Naval de Boston para la revisión y conversión a la guerra antisubmarina (ASW). El 10 de enero de 1955, mientras todavía estaba en fase de reconversión, fue rebautizado CVS-40. Una vez realizadas todas sus modificaciones, el portaaviones operó alrededor de Quonset Point, Rhode Island, realizando misiones de entrenamiento con las unidades aéreas ASW con base en la Naval Air Station Quonset Point. Ese otoño, participó en ejercicios con el Hunter-Killer Group 4, antes de regresar a Quonset Point para prepararse para el ejercicio Operación Springboard en enero de 1956.
En agosto y septiembre de 1958, el USS Tarawa formó parte de la Task Force 88 (TF 88) durante la Operación Aarhus, participando en la realización de los ensayos nucleares en la atmósfera. El USS Tarawa sirvió con la Flota del Atlántico (Atlantic Fleet) el resto de su carrera activa. Permaneció en la costa este, operando entre Quonset Point y Norfolk y de vez en cuando visitaba la zona del Caribe para realizar ejercicios. En general, su deber consistía en patrullas contra la cada vez mayor flota de superficie y de submarinos soviéticos, y en tareas de formación para pilotos de la Flota del Atlántico.
En mayo de 1960, la carrera activa del USS Tarawa llegó a su fin. Fue dado de baja en el servicio activo y puesto en reserva. Durante su retiro, recibió un cambio más en su designación cuando se redenominó AVT-12 en mayo de 1961. El 1 de junio de 1967, se le dio su baja definitiva en el registro naval (Naval Vessel Register), y el 3 de octubre de 1968 fue vendido a la Boston Metals Corporation, de Baltimore, Maryland, para su desguace.

### Buques de la clase
• USS Essex (CV-9)
• USS Yorktown (CV-10)
• USS Intrepid (CV-11)
• USS Hornet (CV-12)
• USS Franklin (CV-13)
• USS Ticonderoga (CV-14)
• USS Randolph (CV-15)
• USS Lexington (CV-16)
• USS Bunker Hill (CV-17)
• USS Wasp (CV-18)
• USS Hancock (CV-19)
• USS Bennington (CV-20)
• USS Boxer (CV-21)
• USS Bon Homme Richard (CV-31)
• USS Leyte (CV-32)
• USS Kearsarge (CV-33)
• USS Oriskany (CV-34)
• USS Antietam (CV-36)
• USS Princeton (CV-37)
• USS Shangri-La (CV-38)
• USS Lake Champlain (CV-39)
• USS Valley Forge (CV-45)
• USS Philippine Sea (CV-47)

### Listas relacionadas
• Portaaviones de Estados Unidos
• Portaaviones por país